# MechWarrior (Computerspiel, 1993)
MechWarrior aus dem Jahr 1993 ist ein Kampfsimulations-Videospiel aus der Science-Fiction-Welt BattleTech für die Spielkonsole Super Nintendo. Es wurde vom australischen Entwickler Beam Software entwickelt und über Activision veröffentlicht. In Japan erschien das Spiel unter der Bezeichnung Battletech bzw. バトルテック.

## Handlung
Die Handlung spielt im Jahr 3017, im Herrschaftsbereich der Vereinigten Sonnen in der Inneren Sphäre. Der Hauptcharakter ist ein anfangs unbedeutender MechWarrior namens Herras Ragen. Herras’ Vater, Colonel Joseph T. Ragen, war einst Offizier des Hauses Davion und wurde bei dem Versuch enttarnt, das Verbrecherkartell der Dark Wing Lance zu infiltrieren. Aus Rache wurde er mitsamt seiner Familie ermordet, nur der zwölfjährige Herras überlebte. Zehn Jahre später verdingt sich Herras als MechWarrior-Söldner und versucht bei seinen Reisen auf den verschiedenen Planeten Informationen über die Identität und den Standort der Verbrecher herauszufinden. Eine erste Gelegenheit bietet sich ihm auf dem Planeten Galatea, der von der verbrecherischen Söldnertruppe attackiert wird. So kommt er mit der Zeit den Mitgliedern der Dark Wing Lance auf die Spur und nimmt Rache für die Ermordung seiner Familie.

## Spielprinzip
Der Spieler startet zunächst mit einem leichteren Mech und verdient sich durch die Annahme von Aufträgen zusätzliches Geld, das er in den Ausbau seiner Mech-Auswahl und deren Ausrüstung investieren kann. Hier werden zwischen Handlungs- und Nebenmissionen unterschieden. Erstere treiben die Erzählung voran, während letzter hauptsächlich dem Gelderwerb dienen. Die Missionen reichen von Bewachungs- und Erkundungsmissionen bis zu Vernichtungsangriffen. Der Spieler steuert seinen Mech aus einer Cockpit-Perspektive durch die dreidimensional gestaltete Welt (Mode 7). Die Kämpfe werden in Echtzeit ausgetragen. Der Spieler kann die Ausrüstung seines Mechs selbst bestimmen, wobei die Zahl der Ausrüstungsplätze und das Gewicht ein limitierender Faktor sind. In den Bars der Planeten sammelt der Spieler Informationen, die ihm die nächsten Handlungsziele verraten.

## Rezeption
Das Spiel erhielt meist positive Kritiken.

„Die Grafik macht echt Laune und die Einschläge von Raketen  auf Euren Mech schaffen Atmosphäre. Aber für Fans der BattleTech-Szenarien ist das Spiel sicher eine Enttäuschung, da die Strategie viel zu kurz kommt. Actionspiel-Liebhaber sollten sich das Modul mal genauer ansehen.“

„Auf den ersten Blick nicht unbedingt sonderlich abwechslungsreich, aber die späteren Missionen sind eine echte Herausforderung! […] Ein gefundenes Fressen für Action-Freunde. Das strategische Element des Vorbilds kommt allerdings etwas kurz.“